# Chronique d'un amour
Pour plus de détails, voir Fiche technique et Distribution.
Chronique d'un amour (Cronaca di un amore) est un film italien de 1950, réalisé par Michelangelo Antonioni et son premier long métrage.

## Synopsis
À Milan, une agence de détective privé reçoit la visite d'Enrico Fontana, un riche industriel de la ville qui la charge d'effectuer une enquête sur Paola, jeune et jolie fille de vingt-sept ans et son épouse depuis sept ans, mais dont il ignore le passé.
Carloni, l'investigateur, enquête à Ferrare où Paola a vécu et suivi ses études jusqu'à l'âge de dix-sept ans, avant de venir s'installer dans la capitale lombarde. Il apprend que ce départ est intervenu après le décès accidentel de l'une de ses deux meilleures amies, Giovanna, fiancée à Guido, l'ancien amant de Paola.
Matilde, l'autre amie de Paola, est interrogée par Carloni et, immédiatement après l'interrogatoire, elle écrit une lettre à Guido afin de l'avertir que lui et Paola sont l'objet d'une enquête.
Guido se rend alors à Milan, entre en contact avec Paola et les ex-amants décident de se rencontrer le lendemain. Lors de ce rendez-vous, Paola prend connaissance des termes de la lettre de Matilde, puis ils évoquent ce tragique accident d'ascenseur dont a été victime Giovanna et éprouvent des remords pour ne pas être intervenus afin de peut-être la sauver. Paola, supposant que l'enquête actuellement menée est relative à cet accident et désireuse de renouer avec Guido, le convainc de rester à Milan, puis, très rapidement, ils reprennent leur ancienne liaison amoureuse. Fontana, qui a avoué être à l'origine de l'enquête, est désormais un obstacle à leur nouveau bonheur et Paola pousse Guido à le tuer. L'amant finit par accepter et échafaude un crime, facilement maquillable en accident de voiture, sur le trajet journellement emprunté par Fontana.
Le jour et le lieu prévus, Guido, faible et indécis, est sur le point de renoncer à ce projet diabolique mais Enrico perd le contrôle de sa voiture sur la chaussée mouillée et se tue. Carloni l'avait averti auparavant de la liaison de sa femme. Alors, accident ou suicide ?
Guido, se sentant coupable, quitte Milan et Paola.

## Fiche technique
- Titre : Chronique d'un amour
- Titre original : Cronaca di un amore
- Réalisation : Michelangelo Antonioni
- Scénario : Michelangelo Antonioni, Daniele D'Anza, Silvio Giovannetti, Francesco Maselli et Piero Tellini
- Producteurs : Stefano Caretta et Franco Villani
- Production : Villani Film
- Distribution : Les Acacias
- Photographie : Enzo Serafin
- Cadreur : Aldo Scavarda
- Musique : Giovanni Fusco
- Décors : Piero Filippone
- Montage : Eraldo Da Roma
- Costumes : Ferdinando Sarmi
- Pays :  Italie
- Langue : Italien
- Genre : Drame
- Durée : 98 minutes
- Format : 1.37:1 - Noir et blanc
- Dates de sortie : 
  - Italie : 25 novembre 1950
  - France : 18 septembre 1950 ou 1er juin 1951

## Distribution
- Lucia Bosè : Paola Molon Fontana, la jeune et jolie épouse d'Enrico Fontana
- Massimo Girotti : Guido, un modeste vendeur de voitures, l'ancien amour de Paola devenu son amant
- Ferdinando Sarmi : Enrico Fontana, un riche industriel, le mari de Paola
- Gino Rossi : Carloni, le détective engagé par Fontana pour enquêter sur sa femme
- Marika Rowsky : Joy, un mannequin
- Rosi Mirafiore : la barmaid
- Franco Fabrizi : le présentateur du défilé de mode
- Vittoria Mondello : Matilde
- Gino Cervi
- Anita Farra
- Carlo Gazzabini
- Nardo Rimediotti
- Renato Burrini
- Vittorio Manfrino

## Analyse
Dans ce premier long métrage réalisé par Antonioni, le suspens et l'enquête policière sont tout aussi importants que la description des caractères des personnages et l'analyse négative de l'amour.

## Distinctions
- 1951 : ruban d'argent de la meilleure musique du Syndicat national des journalistes de cinéma italiens, pour Giovanni Fusco[2]
- 1951 : ruban d'argent spécial à Michelangelo Antonioni pour les valeurs humaines et stylistiques dans la réalisation du film[2]